# Café expreso

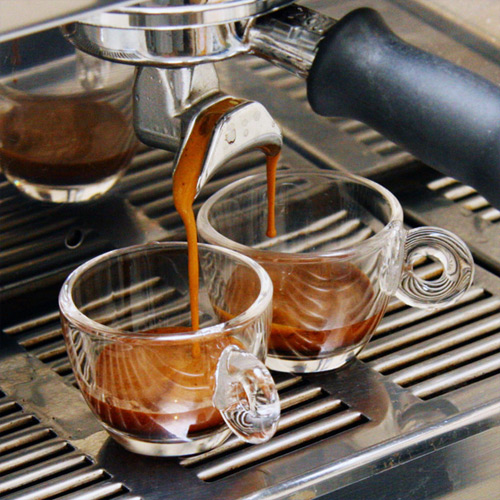
Café espresso saliendo de la cafetera con su característica "crema".

El café expreso (originalmente: café espresso; conocido también como: café exprés, café express y café solo) es una forma de preparación de café originada en Italia. Debe su término a la obtención de esta bebida a través de una cafetera expreso. Se caracteriza por su rápida preparación a una alta presión y por un sabor y textura más concentrados.

## Tipos de expreso
- Café expreso simple, sencillo o solo: es la extracción de 25 mililitros de bebida a partir de 7 gramos de café molido, con agua a 88 °C, 9 bares de presión y en un tiempo de 25 segundos.[7][8][9]

- Café expreso doble o doppio: es, tal como se indica, el doble de un expreso. Surge de la extracción de café a partir de aproximadamente 14 gramos de café molido, en un tiempo entre 20 y 30 segundos, obteniéndose 60 mililitros de bebida.

- Café expreso corto o ristretto: se obtiene a partir de 7,5 gramos de café molido en un tiempo entre 15 y 20 segundos dando una extracción de 15 mililitros. Debido a que pasa menos cantidad de agua por la misma cantidad de café, se obtiene una bebida más concentrada. Según los italianos es descrito como "poco ma buono" (poco pero bueno).

- Café expreso largo o lungo: es un expreso en el cual se utilizan aproximadamente 7,5 gramos de café y se hacen pasar 40 mililitros de agua, extrayéndolo en un tiempo entre 30 y 40 segundos. Es un expreso diluido con un poco más de agua (no confundir con el café americano o aguado, llamado guayoyo en Venezuela).

- Café expreso cortado o macchiato: es un expreso mezclado con 10 a 15 mililitros de leche caliente o fría, según lo requiera el cliente. Se lo conoce también como "manchado" o "marrón".

- Cappuccino: es una preparación de alrededor de 150 mililitros que lleva café expreso , leche caliente y espuma de leche, en general en partes iguales, aunque eso depende de la zona. Ocasionalmente se decora con cacao o canela en polvo. El capuchino italiano certificado[7] consta de 125 ml de leche a una temperatura de 55 °C, espumada al vapor y vertida sobre un expreso simple, dando como resultado 150 ml de bebida.

- Latte macchiato: es una taza de leche entera (o cremada) mezclada con una pequeña cantidad de café expreso. En Argentina se la conoce como "lágrima", en Venezuela como "tetero" o "blanco" y en algunas zonas de España, como por ejemplo La Mancha, también se la conoce por el nombre de "leche manchada". No debe confundirse con el café con leche, porque este último, aunque depende del lugar donde se sirve, generalmente posee ambos componentes en proporciones similares.

## Historia

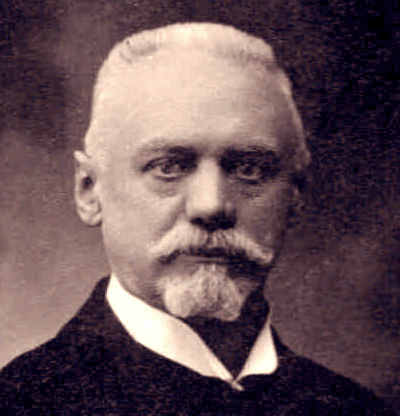
Angelo Moriondo.

El turinés Angelo Moriondo patentó un dispositivo para hacer bebidas de café impulsado por vapor en 1884 (n.º 33/256). El dispositivo es "casi con toda seguridad la primera máquina de bar italiana que controlaba el suministro de vapor y agua por separado a través del café" y Moriondo es "sin duda uno de los primeros descubridores de la máquina de expreso [sic], si no el primero".
Diecisiete años más tarde, en 1901, Luigi Bezzera, de Milán, ideó y patentó varias versiones mejoradas de la máquina de café, la primera de las cuales fue solicitada el 19 de diciembre de 1901. Titulada "Innovaciones en la maquinaria para preparar y servir inmediatamente la bebida de café"; la patente n.º 153/94, 61707, se concedió el 5 de junio de 1902, y fue la primera máquina de café expreso.
En 1903, la patente fue comprada por Desiderio Pavoni, que fundó la empresa "La Pavoni" y comenzó a producir la máquina industrialmente, fabricando una máquina diaria en un pequeño taller de Via Parini, Milán.
En el resto de Italia, el aumento del consumo de expreso se asoció con la industrialización y la urbanización, sobre todo en Turín, Génova y Milán, en el noroeste de Italia. Los italianos también difundieron la cultura del café expreso en sus colonias de África oriental, la Somalia italiana y la Eritrea italiana. Bajo el régimen fascista, el café consumido de pie estaba sujeto a controles de precios, lo que fomentaba la cultura de "estar de pie en un bar".
En el mundo anglosajón, el expreso se popularizó, sobre todo en forma de Cappuccino, debido a la tradición de tomar café con leche y al exótico atractivo de la espuma; en Estados Unidos, se hacía más a menudo en forma de latte, con o sin almíbares aromatizados añadidos. Se afirma que el latte fue inventado en la década de 1950 por el italoestadounidense Lino Meiorin, del Caffe Mediterraneum de Berkeley, California, como un capuchino largo, y que luego se popularizó en Seattle, y, posteriormente, a escala nacional e internacional por Starbucks, con sede en Seattle, a finales de las década de 1980 y 1990.
En el Reino Unido, el expreso se popularizó entre los jóvenes en la década de 1950, que se sentían más acogidos en las cafeterías que en los pubs. Al principio, el expreso era popular, sobre todo en la diáspora italiana, y su popularidad creció cuando el turismo a Italia dio a conocer el expreso a otras personas, como ocurrió con Eiscafès, establecido por italianos en 
Alemania. Al principio, los bares de café expreso italianos expatriados se consideraban locales de baja categoría, al servicio de la diáspora italiana de clase trabajadora y, por tanto, atractivos para la subcultura alternativa; esto aún puede verse en Estados Unidos en barrios italoestadounidenses como Boston's North End, New York's Little Italy y San Francisco's North Beach.  Con el desarrollo de los cafés especiales en la década de 1980 (tras el desarrollo anterior en la década de 1970 e incluso en la de 1960), se desarrolló una cultura del café artesanal autóctona, en la que el expreso se posicionó como una bebida de lujo.
En la década de 2010, los comentaristas de la cultura del café distinguen el café de las grandes cadenas del mercado medio como "café de segunda ola", y el café artesanal de gama alta como "café de tercera ola". En Oriente Medio y Asia, el café expreso está ganando popularidad con la apertura de cadenas de cafeterías occidentales.
Trieste es la sede de la Università del Caffè, fundada por Illy en 1999. Este centro de excelencia se creó para difundir la cultura del café de calidad a través de la formación en todo el mundo, educar a los baristas y llevar a cabo actividades de investigación e innovación. Se presta especial atención a la preparación del expreso y a la investigación científica pertinente. También se trata de la correcta interacción del café y la máquina de expreso.

## Proceso y maquinaria
Para la obtención de un café expreso, se hace pasar agua muy caliente a alta presión (entre 9 y 15 bares, dependiendo de la máquina) a través de café compactado y finamente molido. Para que el agua atraviese el café extrayendo todo su sabor y aroma, es necesario que el molido se haga muy fino por su rápida extracción. Mediante el uso de un tamper, se comprime el café en el portafiltro hasta que quede nivelado y compacto. De esta manera se logra una extracción pareja y uniforme.
Técnicamente, el proceso de obtención de café expreso entra dentro de la operación de lixiviación. Consiste en la conversión de los aceites emulsificados del café molido en un coloide, lo que no ocurre en otros métodos de infusión. La crema se produce cuando el agua a muy alta presión disuelve más dióxido de carbono, gas presente dentro del café que que se produce durante el proceso de tueste.
No existe una norma universal para la preparación del café expreso. No obstante, hay varias definiciones publicadas que intentan limitar la cantidad y el tipo de café molido utilizado, la temperatura y la presión del agua, y la velocidad de extracción.

### Elementos necesarios
- Cafetera expreso, cuyo componente más característico es la bomba de presión. A diferencia de las cafeteras de goteo, donde el agua cae por gravedad, este tipo de máquinas expulsan el agua a gran presión. Estas cafeteras suelen llevar un vaporizador que extrae vapor de agua muy caliente que permitirá calentar la leche obteniendo una espuma densa que proporciona un sabor especial para este tipo de café. Esta espuma es utilizada para crear llamativas figuras que dan lugar al denominado arte del latte.[31]

- Molinillo de muelas o molinillo de café. Los molinillos habitualmente utilizados en el hogar muelen el grano de café mediante aspas. Sin embargo, el molido así obtenido sería demasiado grueso para una máquina expreso y el agua a presión pasaría demasiado rápido entre el café, sin llegar a obtener el sabor característico. Por otro lado, dado que en estos molinillos se gradúa el molido de acuerdo al tiempo de trabajo, un polvo fino implica mucho tiempo en contacto con aspas a gran velocidad, lo que incrementa la temperatura localmente e inevitablemente cambia el punto de tostado. Los molinillos de muelas aplastan el café entre dos discos dentados obteniendo un molido cercano a un polvillo. De esta forma, prensando un poco el café, se ofrece una resistencia adecuada al paso del agua a presión.[32]

### Parámetros
Los parámetros técnicos señalados por el Instituto Nacional del Espresso Italiano para la elaboración de un "espresso italiano certificado" (Espresso Italiano Certificato) son:
| Parameter                                  | Value                                   |
| ------------------------------------------ | --------------------------------------- |
| Cantidad de café molido                    | 7 ± 0.5 g                               |
| Temperatura del agua de salida del aparato | 88 +/-2 °C                              |
| Temperatura en la taza                     | 67 +/- 3 °C                             |
| Presión de entrada del agua                | 9 ± 1 bar (900 ± 100 kPa; 131 ± 15 psi) |
| Tiempo de percolación                      | 25 ± 5 s                                |
| Volumen en la taza (incluyendo la crema)   | 25 +/- 2.5 ml                           |